# Thorley (Wight)
Thorley – wieś w Anglii, na wyspie Wight. Leży 14 km na zachód od miasta Newport i 131 km na południowy zachód od Londynu.